# Club América
Club de Futbol América, eller bara América, är en mexikansk fotbollsklubb. Klubben spelar i den mexikanska högstadivisionen Primera División de México. América är en av Mexikos mest populära och traditionella fotbollsklubbar och laget (tillsammans med Chivas) delar äran om att vara den mest framgångsrika klubben i ligaspelet. Club América har vunnit ligatiteln tio gånger, medan Chivas har vunnit den elva gånger. De har blivit bittra rivaler och deras möten kallas Clásicos och äger rum två gånger varje år.

## Nämnvärda spelare
| - Cuauhtémoc Blanco - Luis Roberto Alves - Alfredo Tena - José Antonio Roca - Carlos de los Cobos - Enrique Borja - Luis García - Joaquín Del Olmo - Luis Hernández - Raúl Gutiérrez - Alberto García Aspe - Gonzálo Farfan - Javier Aguirre - Carlos Hermosillo - Cristóbal Ortega - Ricardo Peláez - Eduardo Gonzales Palmer - Pavel Pardo - Horacio Casarín - Javier "Chalo" Fragoso - José Antonio Castro - Germán Villa - Guillermo Ochoa - Adolfo Ríos - Vinicio Bravo - Adrian Chávez - Hugo Sánchez - Oswaldo Sánchez |  | - Antônio Carlos Santos - José Alves "Zague" - Amaral - Zizinho - Edú - Nílton Pinheiro - Dirceu - Francisco Moacyr Santos - Toninho - Batata - Arlindo - Djalminha - Carlos Reinoso - Osvaldo Castro - Iván Zamorano - Fabián Estay - Marco Antonio "Fantasma" Figueroa - Reinaldo Navia - Jean Beausejour - Frankie Oviedo |